# プーミンタラーチャー
プーミンタラーチャー王（สมเด็จพระเจ้าอยู่หัวท้ายสระ ? - 1733年）は、タイのアユタヤ王朝の王。スリイェーンタラーティボーディー王と同じく釣り好きであったと言われ、池端宮に好んで住んだので、池端王とも呼ばれそちらの名前の方がよく使われる。
長くアユタヤ王朝は鎖国政策をとっていたが、この王の治世にイギリス東インド会社との通商が開かれた。また、ベトナムと手を結んで独立していたクメールを保護下において版図に加えた。中国との交易関係はこの時期に一層深まり、清朝へのタイ米の輸出が始められた。